# El Rama
El Rama é um município da Nicarágua, situado na Região Autônoma da Costa Caribe Sul. Tem 3,753 km² de área e sua população em 2020 foi estimada em 58.607 habitantes.